# Каја Игњатовић
Катарина „Каја” Игњатовић (Ниш, 20. фебруар 1916 — Београд, 28. октобар 1995) била је југословенска и српска филмска и позоришна глумица.

## Биографија
Завршила је нижу гимназију. Играла је и учила глумачки занат у путујућим позоришним трупама Јована Танића, Светозара Тозе Цветковића и Душана Животића. Била је ангажована у Малом позоришту Душана Животића у Београду (1931-1935), у Народном позоришту Врбаске бановине (послије 1945. Народно позориште Босанске Крајине) у Бањој Луци (1939-1941, 1954/55, 1968-1970), у Позоришту удружених глумаца Душана Животића у Београду (1941), у Народном позоришту Моравске бановине (од 1945. Народно позориште) у Нишу (1941/42, 1948- 1950), у Народном позоришту Дунавске бановине (од 1945. Народно позориште) у Панчеву (1942/43, 1945-1947), у позоришту "Разбибрига" у Београду (1944/45), у Народном позоришту у Сарајеву (1950-1954) и у Савременом позоришту у Београду (1955-1958). У бањалучком позоришту одиграла је више од 40 улога, међу којима су најзначајније: Зона (Стеван Сремац, Зона Замфирова), Соња (Фјодор М. Достојевски, Злочин и казна), Скамполо (Дарио Никодеми, Скамполо ), Есмералда (Виктор Иго, Звонар Богородичине цркве), Живка (Бранислав Нушић, Госпођа министарка).

## Филмографија
|                   | 1950. | 1960. | 1970. | 1980. | Укупно |
| ----------------- | ----- | ----- | ----- | ----- | ------ |
| Дугометражни филм | 2     | 2     | 1     | 0     | 5      |
| ТВ филм           | 1     | 0     | 0     | 0     | 1      |
| ТВ серија         | 0     | 0     | 4     | 1     | 5      |
| ТВ мини серија    | 0     | 0     | 1     | 0     | 1      |
| Укупно            | 3     | 2     | 6     | 1     | 12     |

| Год.   | Назив                                    | Улога \|- style="background: Lavender; text-align:center; " | 1950-е | 1950-е | 1950-е | 1950-е |
| 1955.  | Ханка                                    | /                                                           |        |        |        |        |
| 1958.  | Госпођа министарка                       | Ката, Васина жена                                           |        |        |        |        |
| 1959.  | Туђе дете ТВ филм                        | Олга Павловна (као Катарина Игњатовић)                      |        |        |        |        |
| 1960-е |                                          |                                                             |        |        |        |        |
| 1960.  | Друг председник центарфор                | Попадија                                                    |        |        |        |        |
| 1962.  | Др                                       | Мара Цвијовић (као Катарина Игњатовић)                      |        |        |        |        |
| 1970-е |                                          |                                                             |        |        |        |        |
| 1970.  | Леваци ТВ серија                         | /                                                           |        |        |        |        |
| 1971.  | Хроника паланачког гробља ТВ мини серија | Јеца, бабица                                                |        |        |        |        |
| 1972.  | Грађани села Луга ТВ серија              | /                                                           |        |        |        |        |
| 1972.  | Трагови црне девојке                     | /                                                           |        |        |        |        |
| 1973.  | Камионџије ТВ серија                     | /                                                           |        |        |        |        |
| 1975.  | Отписани ТВ серија                       | Настојница                                                  |        |        |        |        |
| 1980-е |                                          |                                                             |        |        |        |        |
| 1982.  | Приче преко пуне линије ТВ серија        | Шанкерка / Куварица                                         |        |        |        |        |